# 394
Năm 394 là một năm trong lịch Julius.